# Osmeriformes
Ordre
Les Osmeriformes (les Osmériformes en français) sont un ordre de poissons à nageoires rayonnées qui comprend entre autres les éperlans. Ces poissons se rencontrent dans tous les milieux, depuis l'eau douce jusqu'à l'eau de mer.

## Liste des familles
Selon World Register of Marine Species (6 décembre 2024) :
- famille des Osmeridae Regan, 1913
- famille des Plecoglossidae Bleeker, 1859
- famille des Retropinnidae Gill, 1862
- famille des Salangidae Bleeker, 1859

Hypomesus nipponensis (Osmeridae)
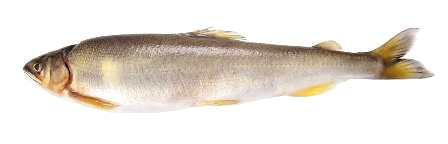
Plecoglossus altivelis (Plecoglossidae)
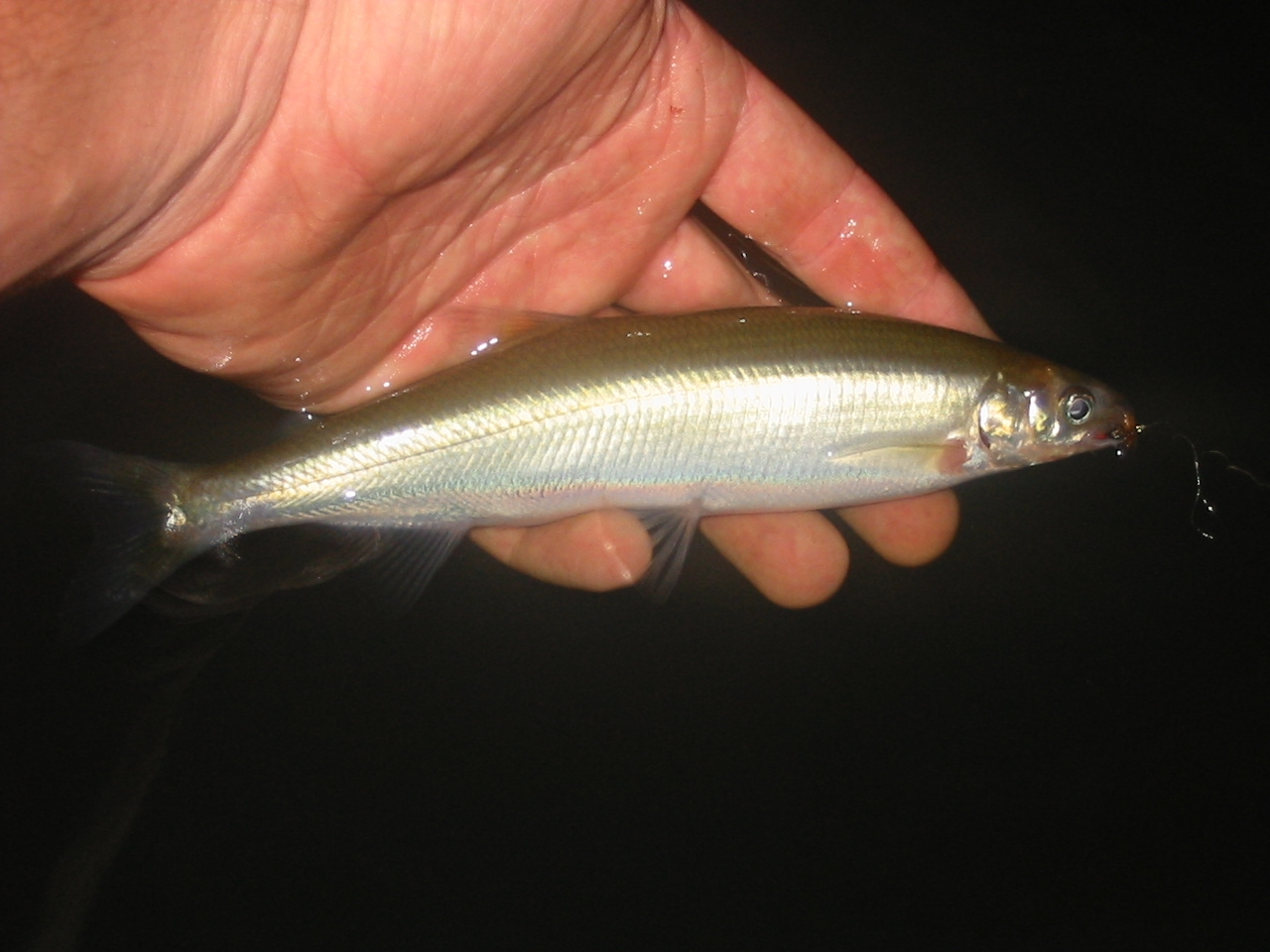
Prototroctes maraena (Retropinnidae)
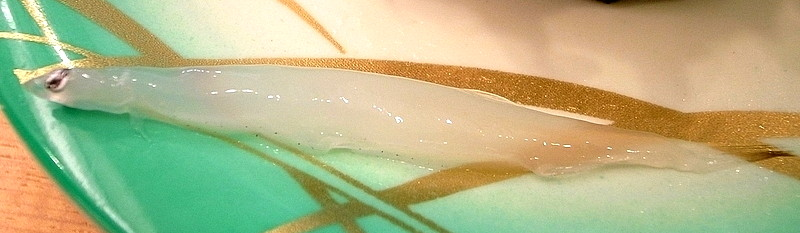
Salangichthys microdon (Salangidae)

## Systématique
Le nom valide de ce taxon est Osmeriformes.

### Étymologie
Le nom Osmeriformes, qui dérive du grec ancien ὀσμή, osmé, « à odeur piquante », et du latin, forma, « forme externe », a été choisi en référence à l'odeur particulière de la chair de membres du genre Osmerus.